# 山本晋也 (実業家)
山本 晋也（やまもと しんや、1956年11月30日 - ）は、日本の実業家。朝日放送グループホールディングス代表取締役、朝日放送テレビ会長。兵庫県出身。

## 経歴・人物
1979年関西学院大学商学部卒業後、当時の朝日放送に入社。入社後は営業職として東京支社に9年間勤務し、その後本社に戻ると自ら異動を願い出て編成に移る。編成本部編成局長、総合ビジネス局長を経て2011年に取締役、2014年常務取締役に就任。2018年より放送持株会社への移行に伴い、持株会社となった朝日放送グループホールディングスの代表取締役副社長及び分社設立された朝日放送テレビ代表取締役社長に就任。2020年からはテレビ朝日ホールディングスの非常勤取締役役員も務める。日本民間放送連盟副会長も務めた。
2024年4月、朝日放送テレビ会長。同年10月、西出将之が朝日放送グループホールディングス社長執行役員になるのにあわせて、同社代表取締役（無役職）になる。2025年4月に同社取締役会議長就任、2025年6月の株主総会・取締役会を経て代表職から外れ非業務執行取締役として取締役会議長に就任予定。